# Prêmios Globo de Ouro de 2011
A 68.ª Cerimônia de Entrega dos prêmios Globo de Ouro aconteceu no dia 16 de janeiro de 2011 no The Beverly Hilton, em Beverly Hills, Califórnia, nos Estados Unidos. 
A cerimônia foi apresentada pelo comediante britânico Ricky Gervais e transmitida pela rede de televisão NBC.
As indicações foram anunciadas em 14 de dezembro de 2010, por Josh Duhamel, Katie Holmes e Blair Underwood. Robert De Niro foi agraciado com o prêmio Cecil B. DeMille em homenagem a sua carreira no Cinema. The Social Network ganhou quatro prêmios, incluindo melhor drama. Batendo o histórico conto britânico The King's Speech, que havia entrado na cerimônia com o maior número de indicações, mas saiu com apenas um prêmio.

## Indicados e vencedores
Os vencedores estão em negrito.
Golden Globe Awards de 2011

16 de janeiro de 2011
Filme - drama: 

The Social Network
Filme - Comédia ou Músical: 

The Kids Are All Right
Série de TV – Drama: 

Boardwalk Empire
Série de TV – Comédia ou Músical: 

Glee
Minissérie Ou Filme para TV: 

Carlos

### Cinema
Melhor ator coadjuvante
- Christian Bale - The Fighter
- Andrew Garfield - The Social Network
- Geoffrey Rush - The King's Speech
- Jeremy Renner - The Town
- Michael Douglas - Wall Street - Money Never Sleeps

Melhor atriz coadjuvante
- Amy Adams - The Fighter
- Helena Bonham Carter - The King's Speech
- Melissa Leo - The Fighter
- Mila Kunis - Black Swan
- Jacki Weaver - Animal Kingdom

Canção original
- "Bound To You" - Burlesque
- "You Haven't See The Last Of Me" - Burlesque
- "There’s A Place For Us" - As crônicas De Narnia: A Viagem Do Peregrino Da Alvorada
- "Coming Home" - Country Strong
- "I See The Light" - Tangled

Melhor trilha sonora original
- 127 Horas
- The King's Speech
- Alice in Wonderland
- The Social Network
- A Origem

Melhor animação
- Despicable Me
- Tangled
- How to Train Your Dragon
- Toy Story 3
- The Illusionist

Melhor atriz - comédia ou musical
- Anne Hathaway - Love and Other Drugs
- Angelina Jolie - The Tourist
- Annette Bening - The Kids Are All Right
- Julianne Moore - The Kids Are All Right
- Emma Stone - Easy A

Melhor ator - comédia ou musical
- Johnny Depp - The Tourist
- Johnny Depp - Alice in Wonderland
- Paul Giamatti - Barney's Version
- Jake Gyllenhaal - Amor e Outras Drogas
- Kevin Spacey - Casino Jack

Melhor filme - comédia ou musical
- Burlesque
- The Tourist
- The Kids Are All Right
- Red
- Alice in Wonderland

Melhor roteiro
- Danny Boyle e Simon Beaufoy - 127 Hours
- Stuart Blumberg e Lisa Cholodenko - The Kids Are All Right
- Christopher Nolan - Inception
- David Seidler - The King's Speech
- Aaron Sorkin - The Social Network

Melhor filme - estrangeiro
- Biutiful (México)
- The Concert" (França)
- The Edge (Rússia)
- I Am Love" (Itália)
- Hævnen (Dinamarca)

Melhor atriz - drama
- Halle Berry - Frankie and Alice
- Nicole Kidman - Rabbit Hole
- Natalie Portman - Black Swan
- Michelle Williams - Blue Valentine
- Jennifer Lawrence - Winter's Bone

Melhor ator - drama
- Jesse Eisenberg - The Social Network
- Colin Firth - The King's Speech
- James Franco - 127 Horas
- Ryan Gosling - Blue Valentine
- Mark Wahlberg - The Fighter

Melhor diretor
- Darren Aronofsky - Black Swan
- David Fincher - The Social Network
- Tom Hooper - The King's Speech
- Christopher Nolan - Inception
- David O. Russell - The Fighter

Melhor filme - drama
- Black Swan
- The Fighter
- The Social Network
- Inception
- The King's Speech

### Televisão
Melhor atriz - coadjuvante em série, minissérie ou filme para TV
- Hope Davis, The Special Relationship
- Jane Lynch, por Glee
- Kelly Macdonald, Boardwalk Empire
- Julia Stiles, por Dexter
- Sofia Vergara, por Modern Family

Melhor ator coadjuvante em série, minissérie ou filme de TV
- Eric Stonestreet - Modern Family
- Chris Colfer - Glee
- Scott Caan - Hawaii Five-0
- Chris Noth - The Good Wife
- David Strathairn - Temple Grandin

Melhor ator - minissérie ou filme de TV
- Idris Elba - Luther
- Ian McShane - Pillars of the Earth
- Al Pacino - You Don't Know Jack
- Dennis Quaid - The Special Relationship
- Edgar Ramirez - Carlos

Melhor atriz - minissérie ou filme de TV
- Hailey Atwell - Pillars of the Earth
- Claire Danes - Temple Grandin
- Judi Dench - Return to Cranford
- Romola Garai - Emma
- Jennifer Love Hewitt, The Client List

Melhor atriz em série dramática
- Julianna Margulies - The Good Wife
- Piper Perabo - Covert Affairs
- Elisabeth Moss - Mad Men
- Katey Sagal - Sons of Anarchy
- Kyra Sedgwick - The Closer

Melhor ator - série de drama
- Michael C. Hall - Dexter
- Bryan Cranston - Breaking Bad
- Jon Hamm - Mad Men
- Hugh Laurie - House
- Steve Buscemi - Boardwalk Empire

Melhor atriz - série de comédia ou musical
- Toni Collette - The United States of Tara
- Edie Falco - Nurse Jackie
- Tina Fey - 30 Rock
- Laura Linney - The Big C
- Lea Michele - Glee

Melhor ator - série de comédia ou musical
- Alec Baldwin - 30 Rock
- Steve Carell - The Office
- Jim Parsons - The Big Bang Theory
- Thomas Jane - Hung
- Matthew Morrison - Glee

Melhor minissérie ou filme de TV
- Carlos
- The Pacific
- Pillars of the Earth
- Temple Grandin
- You Don't Know Jack

Melhor série - drama
- Mad Men
- Boardwalk Empire
- Dexter
- The Good Wife
- The Walking Dead

Melhor série - comédia ou musical
- Glee
- 30 Rock
- The Big Bang Theory
- Modern Family
- Nurse Jackie
- The Big C